# Sarcophaga inextricata
Sarcophaga inextricata är en tvåvingeart som beskrevs av Walker 1859. Sarcophaga inextricata ingår i släktet Sarcophaga och familjen köttflugor. Inga underarter finns listade i Catalogue of Life.